# Verșîna Druha, Kuibîșeve
Verșîna Druha (în ucraineană Вершина Друга) este un sat în comuna Smîrnove din raionul Kuibîșeve, regiunea Zaporijjea, Ucraina.

## Demografie
Componența lingvistică a localității Verșîna Druha
     Ucraineană (96,77%)
     Rusă (2,35%)
Conform recensământului din 2001, majoritatea populației localității Verșîna Druha era vorbitoare de ucraineană (96,77%), existând în minoritate și vorbitori de rusă (2,35%).